# Peterhof (Mühlhausen)

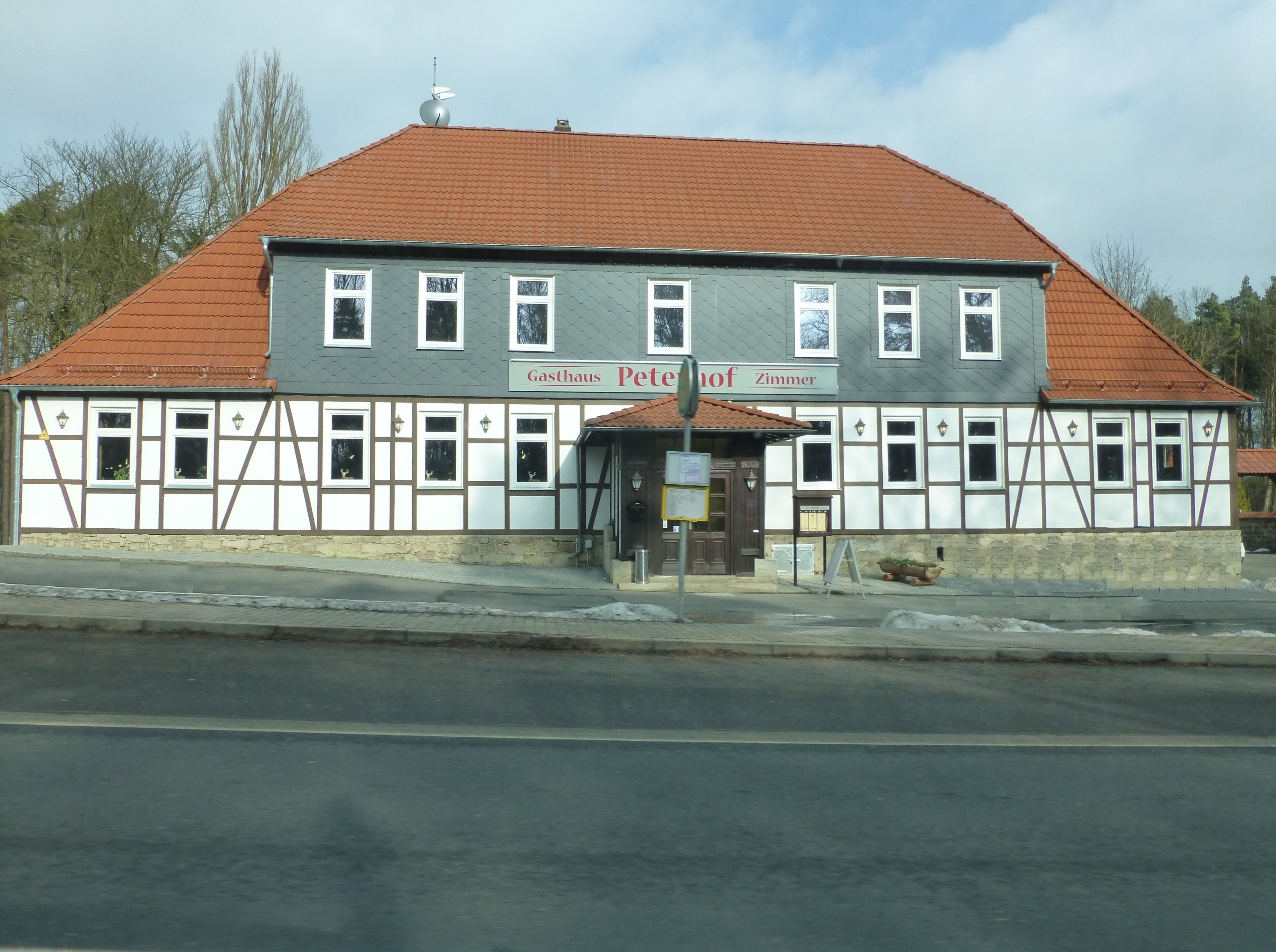
Der Peterhof am Mühlhäuser Stadtwald

Der Peterhof ist ein denkmalgeschützter Gasthof und Ausflugsziel an der Wanfrieder Landstraße (heutige Bundesstraße 249) im Gebiet der Kreisstadt Mühlhausen im Unstrut-Hainich-Kreis in Thüringen.

## Geschichte

Der Peterhof und die Wanfrieder Landstraße im 19. Jahrhundert (Ausschnitt aus einer zeitgenössischen Postkarte)

Am Standort des Peterhofes hat sich früher eine mittelalterliche Burganlage, genannt "Schlösschen", befunden.
1835 wurde die Wanfrieder Landstraße von Mühlhausen über Eigenrieden nach Hessen fertiggestellt. Ein Jahr später errichtete der Fuhrmann Christian Peter an dieser das Chaussee- und Forsthaus "Peterhof", für das er 1838 die Schankerlaubnis erhielt. Die städtische Oberförsterei übernahm die nahe dem Mühlhäuser Stadtwald gelegene Lokalität nach Peters Tod und führte die Gastwirtschaft fort. Anfang des 20. Jahrhunderts entwickelte sich der Peterhof zum beliebten Ausflugsziel und war mit der Mühlhäuser Straßenbahn und über Wanderwege erreichbar.
In den 1990er Jahren wurde der Peterhof um Nebengebäude erweitert und modernisiert. Zwischen 1995 und 2002 erhielt das Lokal mehrmals die Auszeichnung "Thüringer Gastlichkeit". 2011 musste der bisherige Betreiber den Betrieb aus gesundheitlichen Gründen aufgeben und das Gasthaus schließen. Die Liegenschaft wurde verkauft und sollte im Frühjahr 2014 nach erneuter Sanierung wiedereröffnet werden. Die Wiedereröffnung erfolgte letztlich im September 2014. Seit Dezember 2014 ist der Peterhof wieder an den öffentlichen Personennahverkehr der Stadt Mühlhausen angebunden.